# 日露戰役望樓紀念碑
日露戰役望樓紀念碑，或稱日俄戰爭紀念碑，是一座位於臺灣苗栗縣通霄鎮的一座紀念碑，為台灣日治時期時因紀念1904年日俄戰爭一事而設立，該紀念碑現則改為臺灣光復紀念碑，保存於虎頭山公園，該紀念碑目前尚未具有文化資產身份。
其中，紀念碑「日露戰役」之「露」之稱，則為日語中昔日對於俄羅斯的稱呼的漢字表記「露西亜」(ロシア、Roshia)，簡稱「露」字得來。

## 沿革

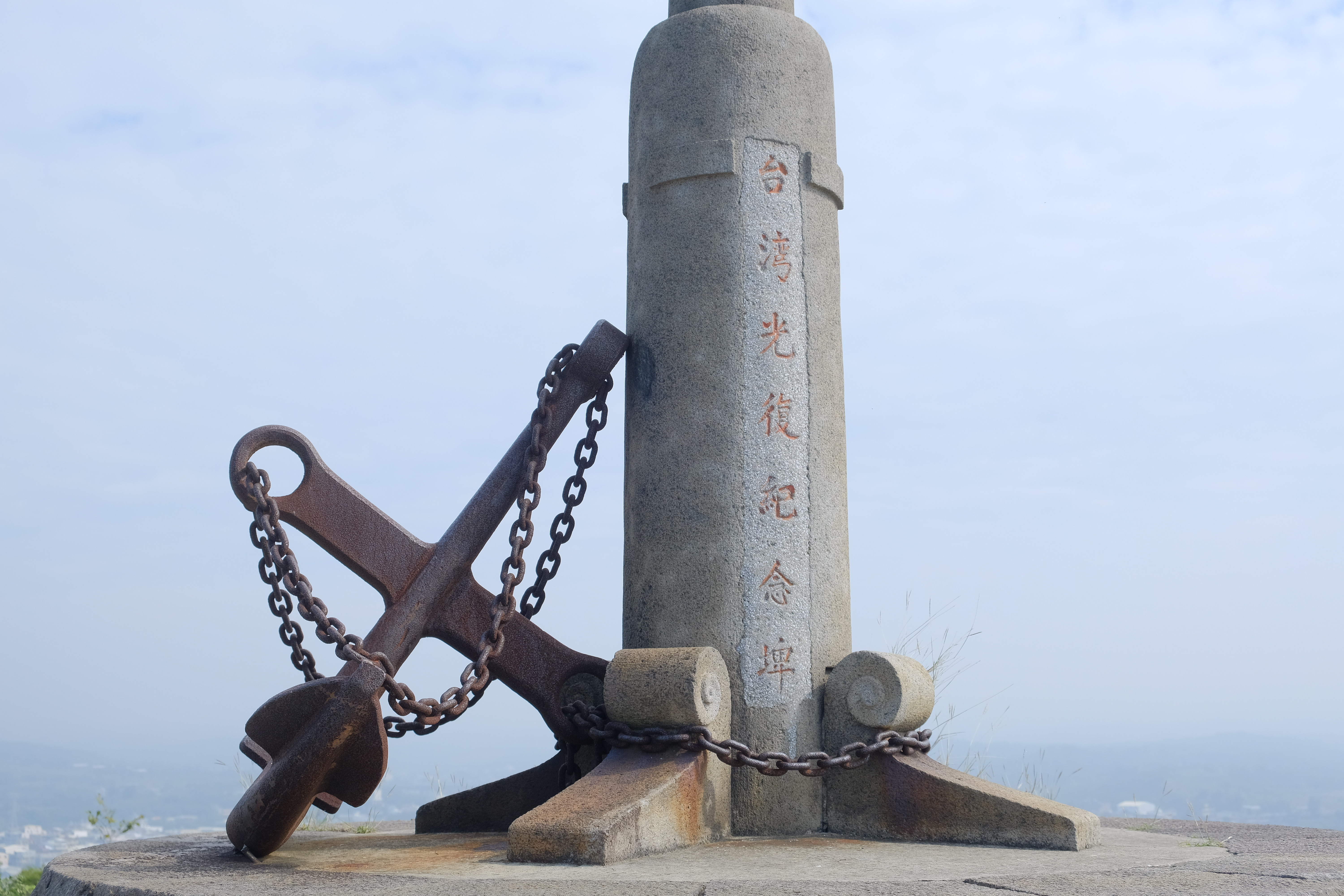
「台灣光復紀念埤」

西元1904年，日俄戰爭爆發。俄罗斯帝国駐遠東太平洋艦隊在與日軍的戰爭中失敗，為了尋求勝利，因而急調波羅的海艦隊自歐洲欲赴遠東參戰以襲擊日本海軍。途中，波羅的海艦隊經過台灣海峽之時，被駐守在通霄鎮虎頭山上的三名日軍監控艦隊動態發現，此事因而使日方知悉。據說，1905年5月，該三名日軍迅速向日本發送警報，日本海軍隨即接獲情報，把軍艦調往對馬海峽埋伏，趁機襲擊遠來的俄國海軍一舉將波羅的海艦隊殲滅。為紀念這場戰役的勝利，日本政府決定在虎頭山上立碑紀念，並特別表揚虎頭山守軍適時提供情報的功勞。
然而依史實文獻紀錄，有關虎頭山守軍報告波羅的海艦隊經過臺灣海峽的事件存在疑點。實質上，該艦隊是經由臺灣東岸的太平洋北上而非經台灣海峽，使虎頭山上的瞭望台無用武之地，雖然日本政府為紀念這場戰役的勝利而在虎頭山上豎立紀念碑，因而該紀念碑最初建設之緣由，實質則是視為政令宣傳形式的存在。
1930年，因應過去日俄戰爭之紀念，當地有志之士計畫在原有的望樓遺址上建造紀念碑，此紀念碑的建設工程原決定於海軍紀念日(5月27日)前完工，根據《台灣日日新報》的一篇報導，曾對該紀念碑建立有所提及：

新竹州苗栗郡通霄庄虎頭山，明治三十七年日俄戰後之際，曾建立海軍望樓及無線電信所，警戒海上及為海陸通信之聯絡，當時功績之大為世所周知，因恐年久遺忘，於是庄中有志謀建記念碑於望樓跡，以傳永久。目下急準備建設，豫訂至五月二十七日第二十五回海軍紀念日竣工云。

然而，紀念碑在後續並未正式始建，直至1934年，通霄庄當局才申請始建通霄神社、通霄北白川宮御遺跡地紀念碑及日俄戰役海軍望樓紀念碑建設計畫，1935年，時任通霄庄長陳錫琛和通霄神社補任社掌皆建設及保存會代表飛鳥井忍因應建設記念碑為由，向海軍申請使用軍用廢品。1937年1月22日、23日，通宵庄舉辦神社、日俄戰役海軍望樓紀念碑、御遺跡碑揭幕式，並在當地舉辦盛大的慶祝活動，三者公費合計約五萬圓。
第二次世界大战後，1946年，該紀念碑碑文被抹去重刻，成「台灣光復紀念碑」，此外，「碑」字被誤寫成「埤」字樣，該紀念碑待1960年代起則由進駐虎頭山中華民國國軍管理，原碑的圓形基礎仍然留在原處，現和山腰的通霄神社構成虎頭山公園一部分。

## 設計
日露戰役望樓紀念碑至設計形式採用砲管形式，以反映起該紀念碑所代表的軍事或海洋色彩。除了碑形狀外，旁邊還豎立著一艘錨，在基座上則設有常見於日治時期的裝飾底座。
此外，在碑的下方還陳列著一尊大砲，該砲為最初建設紀念碑中，相關部門向日本海軍申請使用軍用廢品作為展示之物件，該物品為一門火砲，僅包含砲身，缺少砲栓、砲架等其他部件。其型號是四十口徑安式三吋砲，在砲口附近刻有「C No48213 E.S H.O」的字樣。